# Scorched Heat
Scorched Heat är en svensk-amerikansk humor- och skräckfilm från 1987 i regi av Peter Borg. Filmen blev totalsågad av recensenter.

## Handling
Steve (Harald Treutiger) som numera är en framgångsrik affärsman i Dallas, får en dag ett brev från sin gamle skolkamrat Eric (Martin Brandqvist) i Sverige. Eric är på gränsen till ett nervsammanbrott och hotar att avslöja det brott som de begick tillsammans som barn. Steve inser att han måste åka till Sverige och hjälpa Eric. Steves fru Linda (Babs Brinklund) insisterar på att få komma med. Det är något hon djupt kommer att ångra.
När de kommer till Sverige, finner de Eric på gränsen till vansinne. Han yrar om deras gamle skollärare (Johnny Harborg), som brändes till döds i en mystisk brand för många år sedan. Steve och Linda dras in i Erics värld av illusioner; det börjar bli omöjligt att skilja mellan dröm och verklighet. De dras alltmer in i en ondskefull styrka från andra sidan. Det som skulle bli en semesterresa till Sverige blev en enkel resa till helvetet.

## Övrig information
Filmen anses vara en raritet och rättigheterna ägs av produktionsbolaget "Cobra Productions". Peter Borg har även regisserat och spelat i tre andra B-filmer, skräckfilmen Fränder (Next of Kin), ungdomsdramat Linda och svensk-amerikanska spökrysaren Sounds of Silence. Harald Treutiger spelar även med i Fränder som mentalvårdare. Filmen är inspelad i Dallas (USA) och i södra Sverige.

## Skådespelare (urval)
- Harald Treutiger - Steve (huvudroll)
- Max Fredriksson - Enögd gängledare
- Peter Borg - Galen präst
- Martin Brandqvist - Eric (huvudroll)
- Babs Brinklund - Linda (huvudroll)
- Dennis Castillo - Eric som ung
- Demba Conta - Mystisk taxichaufför
- Johan Dernelius - Skräckslagen inbrottstjuv
- Tony Ellis - Aggressiv musiker
- Eric Elmerson - Steve som ung
- Michael Flannigan - Självgod skivbolagsboss
- Jonny Harborg - Mr Anderson
- Anders Jönsson - Förvånad poliskonstapel
- Jonas Hansson - Gitarrspelande gängmedlem
- Per Stadin - Aggressiv gängmedlem 1
- Peter Kimay - Aggressiv gängmedlem 2
- Kjell Larsson - besatt kyrkobesökare
- Carina Welinder - Wizzy
- Anna Fransson - Blaze